# Friedrich von Rosdorf
Edler Friedrich von Rosdorf zu Hardenberg (* um 1245; † 1318 oder 1319) war Burggraf von Rusteberg, Hardenberg, Burg Hanstein, Horeburg und Heiligenstadt sowie Offiziatus des Eichsfelds und Präfekt des Erzbistums Mainz. Zudem war er Burgherr (Dominus) von Hardenberg (1287–1319), von Falkenberg (Burg David), von Mühlberg (Drei Gleichen) und von Bischofstein (vormals Burg Stein).

## Familie
Friedrich von Rosdorf stammt vom Edelherrn Hermann von Rosdorf (ca. 1200–1260) ab. Friedrichs Mutter, ein Edelfräulein von Lo(he), Tochter des Edelherrn Heinrich von Lo(he) auf Lohe, war über ihre Großmutter, eine Gräfin von Wölpe Wölpe, mit den Grafen von Dassel und den Edelherren vom Berge verwandt.
Friedrich von Rosdorf kam um 1245 als jüngster von vier Söhnen zur Welt. Er tritt urkundlich erstmals 1265 und 1269, gemeinsam mit seinen Brüdern Hermann (II) und Ludolf von Rosdorf – dem späteren Fürstbischof von Minden – in Erscheinung. Sein ältester Bruder war der Mindener Domherr und Archidiakon von Ohsen, Bernhard von Rosdorf. Eine Schwester war mit dem Cousin 4. Grades, Dietrich von Hardenberg, verheiratet. Da Friedrich von Rosdorfs einziger Sohn bereits jung starb, ging sein umfangreiches Erbe im Jahr 1319 vollständig auf seinen Neffen, Hildebrand von Hardenberg, über. Dies führte zu anhaltenden Erbstreitigkeiten mit den von Rosdorf-Hardegsen zu Moringen, was zwischen 1340 und 1350 in eine regelrechte Familienfehde mündete, die kriegerische Auseinandersetzungen beinhaltete.
Am 25. Juli 1287 schloss Friedrich von Rosdorf, gemeinsam mit seinem Schwager und Cousin, Dietrich von Hardenberg, einen folgenschweren Vertrag mit dem Erzbischof von Mainz, in welchem dieser seinen beiden Burgherren für 600 Silbermark die Burg Hardenberg verpfändete. Nach Friedrich von Rosdorfs Tod ging dessen Anteil ganz – mangels direkter, eigener Erben – auf seinen Neffen, Hildebrand von Hardenberg, über.
Als die Herren von Uslar-Gleichen 1290 Erzbischof Gerhard II. von Eppstein von Mainz den halben Zehnten zu Echte resignieren, um diesen dem Kloster Wiebrechtshausen zu schenken, mussten der Besitzübertragung ihre Blutsverwandten, Ludwig von Rosdorf-Hardegsen und Friedrich von Rosdorf-Hardenberg, sowie deren Cousin, Otto von Bovenden, zustimmen.
Im August 1293 testierte Friedrich von Rosdorf gemeinsam mit Bertold und Dithmar von Adelebsen eine Schenkung Graf Ludolfs V. von Dassel an das Kloster Lippoldsberg. In der Urkunde wird Friedrich „generi nostri“, also unser Verwandter genannt. Er war demnach mit einer Tochter Graf Ludolfs von Dassel verheiratet.

## Wirken
1282 war Friedrich von Rosdorf Zeuge, als Graf Gerhard von Hallermund sein Schloss Hallermund bei Springe, nebst der Hälfte seiner Grafschaft, an den Herzog von Braunschweig verkaufte.
1294 kaufte Erzbischof Gerhard von Mainz Burg Gleichenstein (Thüringen), Burg Scharfenstein (Eichsfeld) und Burgruine Birkenstein (Eichsfeld) sowie das restliche Eichsfeld und schließt darüber in Fritzlar einen Vertrag. Hauptzeuge und Verhandlungspartner war u. a. Friedrich von Rosdorf. Er folgte nach dem Grafen von Solms (Adelsgeschlecht) unter den Grafen und Edelherren. Dieser Platz verdeutlicht seine Bedeutung und hierarchische Stellung, deutlich abgehoben von einfachen Rittern und sonstigen Adligen.
Im September 1295 wurde Friedrichs Bruder Ludolf von Rosdorf, zuvor Kanonikus am Dom in Minden und Archidiakon von Hameln und Kirchohsen, Fürst-Bischof von Minden.
Am 6. Februar 1296 ernannte Erzbischof Gerhard von Mainz Friedrich von Rosdorf zum Offiziaten über das Eichsfeld, machte ihn zugleich zum Burggrafen von Rusteberg, Hanstein, Horeburg, Hardenberg, Heiligenstadt. Sein offizieller Amtstitel variiert, er lautete mal comes, praefectus, offiziatus, Vogt. Friedrich von Rosdorf nahm dieses Amt ohne Unterbrechung bis zu seinem Tod Ende 1318/Anfang 1319 wahr.
1299 belehnte Erzbischof Gerhard von Mainz Friedrich von Rosdorf mit der Mühlburg Burg und der dazugehörigen Herrschaft und ernannte ihn zum Burggrafen von Gleichenstein, Ballenhausen, Seebach und Hohengottern. Mit diesem Geschäft versuchte Friedrich von Rosdorf den uralten thüringischen Grundbesitz der Herren von Rosdorf neu zu arrondieren sowie diesen mit dem der engen Blutsverwandten, dem der Herren von Ballenhausen (Adelsgeschlecht) zu verbinden.
Am 1. Mai 1299 verkaufte Friedrich I. von Rosdorf mit Zustimmung seines Bruders Ludolf, Bischof von Minden, ein Hufe in Bovenden.
Als Hugo de Marchia am 2. Dezember 1300 die Villa Kyrrode verkaufte, bezeugten den Verkauf als Propst des Klosters Beuren, Friedrich von Rosdorf, und seine Neffen, Ludwig und Conrad von Kinderode. Friedrich von Rosdorf siegelte als Burggraf von Rusteberg.
Am 9. August 1303 schloss der Erzbischof von Mainz mit Friedrich von Rosdorf in Fritzlar zwei Verträge. Dieser erwarb die Burg David, damals ein anderer Name der Burg Falkenberg. Kurze Zeit später tauchten Mitglieder der Familie von Rosdorf als Herren von Falkenberg auf. Sie teilten sich in die Linien von Falkenberg-Falkenberg und von Falkenberg-Herstelle auf. Ihr Wappen und Siegel ist das Original von Rosdorfsche Schlüsselwappen.
Im 2. Vertrag vereinbarte Friedrich von Rosdorf mit Erzbischof Gerhard von Mainz einen neuen Dienst-Vertrag, der ihn bis ans Lebensende als Burggraf auf Burg Hardenberg verpflichtete, mit der besonderen Verfügung, falls ein neuer Erzbischof ihn als solchen entlassen sollte, dieser ihm 200 Mark Entschädigung zu zahlen habe (zusätzlich zu den 600 Mark Pfand für die Burg selbst), sein Stellvertreter auf Burg Hardenberg: sein Neffe Hildebrand von Hardenberg.
1304, am 3. Januar, erfolgte der Verkauf des Lehnsrechts am Rosdorfer Zehnten zu Gunsten des Klosters Walkenried durch den Edelvogt vom Berge (Advokat des Bistums Minden) an die Herren von Hardenberg und ihre Seitenlinie, die von Saldern. Friedrichs Bruder, Bischof Ludolf von Minden, beurkundete den Vertrag. Am 24. und 27. Januar 1304 verkauften die Brüder Hildebrand und Bernhard von Hardenberg und die Brüder Johann und Burghard von Saldern-Hardenberg, Vettern (patrueles), dem Kloster Walkenried den Rosdorfer Zehnten weiter. Beurkundet durch Friedrich und Dethard de Rostorp (dictus nobiles et milites).
1306 Friedrich I. von Rosdorf schenkte dem Kloster Mariengarten fünf Hufen und zwei Höfe in Niedernjesa mit Zustimmung seiner Neffen Ludwig und Conrad von Kindehusen.
Im Jahr 1306 brach eine Fehde zwischen Herzog Albrecht II. von Braunschweig und Landgraf Heinrich I. (Hessen) aus. König Albrecht I. (HRR) schaltete sich persönlich ein und schlichtete, unter Mithilfe mehrerer Adliger, darunter als einem von vier Schiedsrichtern, Friedrich von Rosdorf, den Streit. Es kam zu einem Vertrag, für den mehrere Adlige bürgten. Friedrich von Rosdorf bürgte für Herzog Albrecht von Braunschweig.
Friedrich I. von Rostorp erlaubte am 10. Juni 1308 dem Kloster Walkenried, vier Höfe und vier Hufen Land in Rosdorf zu kaufen. Am 1. Juli 1308 stimmten Ludwig und Conrad von Kindehusen, Neffen Friedrich von Rosdorfs, dem Verkauf zu.
Am 4. Oktober 1308 schloss Erzbischof Peter von Aspelt – Mainz mit den Brüdern von Hanstein einen Vertrag über den Bau einer neuen Burg auf dem Hanstein. Als Bürgen und Zeugen des Vertrags unterzeichneten als Erste Friedrich und Dethard von Rosdorf.
Die Ritter Bertold von Adelebsen, Dethard von Rosdorf, Hildebrand von Hardenberg, Heidenreich genannt Struz von Gladebeck (Gladebeke) und der Knappe Detmar von Adelebsen verzichteten für den Todesfall des Edlen Friedrich von Rosdorf zu Gunsten Landgraf Heinrichs von Hessen und seiner Erben auf die Burg Bischofshausen (Bischoveshusen). Datum: 1308 in crastino s. Gregorii pape.
Am 6. Oktober 1309 versprachen Friedrich von Rosdorf, Hildebrand von Hardenberg, Johann von Saldern-Hardenberg und Johann und Bernhard von Hardenberg dem Landgrafen Heinrich von Hessen ihre Burg Stein, seit 1409 Bischofstein genannt, gegen Jedermann, mit Ausnahme des Erzbischofs von Mainz, zu öffnen. Zur Herrschaft Bischofstein gehörten die Dörfer Großbartloff, Diedorf, Döringsdorf, Ershausen, Faulungen, Geismar, Heyerode, Hildebrandshausen, Katharinenberg, Krombach, Lehna, Misserode, Lengenfeld, Wilbich.
Mit gleicher Urkunde vom 6. Oktober 1309 übertrugen (schenkten) die Genannten ihr Eigengut Ildehausen (Ambergau) dem Landgrafen und erhielten es umgehend als Lehen zurück.
1314 beurkundete Friedrich von Rosdorf einen Verkauf der Brüder Dietrich, Conrad, Friedrich und Albrecht von Ammern an das Kloster Beuren, dessen Vogt er war.
Im Jahr 1315 schenkte Friedrich II. von Rosdorf dem Muttergottes- und Catharinenaltar in Nörten eine Hufe in Gladebeck und 15 Mark; dem Erzbistum Mainz schenkte er seine Vogteirechte in Scheden und Gieboldehausen. Er verzichtete auch auf sein Patronatsrecht. Außerdem versprach er Bischof Peter von Mainz die Vogtei in Heiligenstadt von seinem Verwandten, Otto Graf von Lutterberg, die Rechte an dieser von seinem Neffen Hildebrand von Hardenberg zu erwerben, und dann dem Bistum zu schenken.
Die zitierten Urkunden verdeutlichen, welche Macht und welchen Einfluss Friedrich von Rosdorf während seiner aktiven Zeit (1287–1318) als „Regent“ der mainzischen Besitzungen, im Spannungsfeld zwischen den drei aufstrebenden, sich formenden Territorialmächten Braunschweig – Hessen/Thüringen – Sachsen, in seiner Person vereinigte. Er war in einer Person Regierungschef, oberster Kriegsherr, oberster Richter, oberster Verwaltungsbeamter, einer der ranghöchsten, angesehensten Diplomaten, der immerhin ein Gebiet, das sich über den größten Teil des heutigen Thüringens, Teile Südniedersachsens, Nordhessen sowie einen Teil des heutigen ostwestfälischen Raums erstreckte. Es gelang ihm nicht nur, die Mainzische Enklave vor dem Zugriff der braunschweigischen Herzöge, der Bischöfe von Hildesheim, Paderborn, Magdeburg und Halberstadt, der Landgrafen von Hessen und Thüringen sowie der expansiven sächsischen Kurfürsten zu bewahren – mit einer Mischung aus Krieg, diplomatischem Verhandlungsgeschick sowie einer Politik des Interessenausgleichs.
Dabei half ihm nicht nur sein Status als Edelherr, sondern auch seine weitgespannten familiär-dynastischen Beziehungen. Zahlreiche Erzbischöfe von Mainz gehörten ebenso zu den weitläufigen Verwandten der Herren von Rosdorf, wie nahezu sämtliche der seinerzeit regional bedeutenden gräflichen Häuser. Im wohl abgestimmten familiär-dynastischem Kontext, speziell im Zusammenwirken mit seinen Cousins, den Edelherren Dethard und Ludwig von Rosdorf zu Hardegsen, den Herren Dietrich und Hildebrand von Hardenberg, dem Cousin Otto von Bovenden, sowie sporadisch den Cousins von Escherde, Freden und Gittelde, gelang Friedrich von Rosdorf eine kurzzeitige, beachtliche Erweiterung der familiären Besitztümer. Es gelang ihm, speziell während der Zeit der verwandten Eppsteiner Bischöfe, die dynastischen Interessen mit denen des Erzbistums in Übereinstimmung zu bringen. Die Erwerbungen der Mainzer Erzbischöfe im Eichsfeld, im Hessengau, im Zentrum Thüringens bis hin zum thüringisch-sächsischen Grenzgebiet, verfolgten einerseits eine klare Konsolidierungspolitik, ermöglichten Friedrich von Rosdorf zugleich, alte dynastische Verbindungen zu reaktivieren und Teile der ursprünglich familiären Besitztümer zurückzuerlangen. Nimmt man die zeitgleichen Bemühungen von Friedrichs Onkel und Cousin, Ludwig I. und Ludwig II. von Rosdorf hinzu, wird deutlich, wie die Herren von Rosdorf in einer konzertierten Aktion über einen Zeitraum von rund 50 Jahren versuchten, sich eine eigene, unabhängige Territorialherrschaft zu erarbeiten. Der zu früh verstorbene Sohn Friedrich von Rosdorfs, die sich nach seinem Tod herausbildende Konkurrenz zwischen den beiden Familienzweigen von Hardenberg und von Rosdorf zu Hardegsen, machten die bis dahin einheitliche Familienpolitik zunichte und führten schließlich für das Stammhaus derer von Rosdorf, im Jahr 1379, zur Katastrophe, sprich, zur vollständigen Auflösung der umstrittenen rosdorfschen Territorialherrschaft, deren wohl ausbalanciertes Fundament in den auf ihrem Gebiet zusammentreffenden Machtsphären der Bistümer Mainz und Paderborn lag. Viel zu lange unterschätzten demnach die Herren von Rosdorf dabei die Expansionsgelüste der Braunschweiger Herzöge sowie deren durch mehrfache Erbteilungen enorm angefachten Minderwertigkeitskomplex. In der neueren Geschichtsforschung wird bezweifelt, dass dieses Ministerialengeschlecht eine Territorialherrschaft aufgebaut hatte, nämlich weil Gerichtsrechte nicht belegt sind.
Neben seiner dynastischen „Restaurationspolitik“ erwies sich Friedrich von Rosdorf als begnadeter Organisator und Verwalter. Einen letzten großen Dienst erwies er seinen Dienstherren, den Erzbischöfen von Mainz, indem er, wie einst sein Urahn, Saracho von Rossdorf in den letzten drei Jahren seiner Amtszeit ein umfassendes Güter- und Steuerverzeichnis erstellen ließ, das für mehrere Jahrhunderte die Basis für die Steuererhebung und Verwaltung des stark angewachsenen Mainzer Besitzes in seiner vorgelagerten Enklave blieb. Dies Verzeichnis stellt zugleich Friedrich von Rosdorfs politisches Vermächtnis dar, verdeutlicht es, wie stark während seiner Amtszeit das Gebiet wuchs und auf welch steuerlich gesunden Beinen das von ihm über mehr als ein Viertel Jahrhundert geleitete Gebiet stand. Das Eichsfeld hatte sich unter Friedrich von Rosdorfs Leitung zu einer fiskalischen Goldgrube für das von ständigen Geldnöten geplagte Erzbistum gemausert.
Im hohen Alter von rund 73 Jahren starb mit Friedrich von Rosdorf Ende 1318 oder Anfang 1319 die Hermann’sche Linie der Edelherren von Rosdorf aus, da seine älteren Brüder, der Domherr und Archidiakon Bernhard von Rosdorf bereits 1285, der Fürstbischof von Minden, Ludolf von Rosdorf 1304, sein Bruder Hermann 1281 und dessen Sohn, Friedrichs Neffe, Hermann III. von Rosdorf um 1302 verstorben waren. Friedrichs Sohn war ebenfalls in jungen Jahren verstorben.